# Björn Gedda
Björn Roger Gedda, född 3 mars 1942 i Solna, Stockholms län, är en svensk skådespelare.

## Biografi
Gedda, som växte upp i Boden, hade först planer på att bli psykolog och musiker, men en bekant ledde in honom på skådespelarbanan. Han studerade teaterhistoria vid Stockholms universitet 1967–1968 och spelade samtidigt student- och gatuteater. Tillsammans med bland andra Henning Mankell turnerade han runt med en fri teateruppsättning. Scendebuten skedde 1969 på Pistolteatern i föreställningen Direktör Ubu och därefter engagerades han i Riksteaterns skolteatergrupp Kopparbergsensemblen 1970–1971. År 1971 engagerades han vid Stockholms stadsteater, där han förblev kvar till pensioneringen 2003.
Ett genombrott som skådespelare kom 1979 i TV-serien Selambs, där Gedda spelar ett av syskonen. Han är även känd för sin roll som Simon Palm i TV-filmerna om Roland Hassel. Ytterligare en stor TV-roll var den som klinikföreståndare i TV-serien S:t Mikael (1998–1999). Han har även gjort berättarrösten till barnprogrammet I drömmarnas trädgård.
Gedda är styvfar till skådespelaren Johanna Sällström.

## Filmografi
- 1973 – Tårtan (TV-serie)
- 1973 – Skotten i Sandarne
- 1973 – På fel sida
- 1974 – Gustav III
- 1974 – Rymmare
- 1974 – Engeln (TV-serie)
- 1975 – Bussen
- 1975 – Den innersta fienden
- 1976 – Hallo Baby
- 1976 – Otobüs
- 1977 – Den allvarsamma leken
- 1977 – Tjejerna gör uppror (TV-serie)
- 1977 – Älgräddarna
- 1978 – Man måste ju leva...
- 1978 – Bomsalva
- 1979 – Selambs (TV-serie)
- 1980 – Mannen som blev miljonär
- 1980 – Fågeln och tyrannen
- 1981 – Gräset sjunger
- 1981 – För en liten snuvas skull (TV-serie)
- 1981 – Pank (TV-serie)
- 1982 – Alberts underliga resa (TV-serie)
- 1982 – Skuffas lagom, slå'n på truten
- 1983 – Musse Piggs julsaga (röst i originaldubb)
- 1983 – Distrikt 5 (TV-serie)
- 1983 – Barn i stan (TV-serie)
- 1986 – Hassel – Beskyddarna
- 1986 – Hassel – Anmäld försvunnen
- 1986 – Bödeln och skökan
- 1986 – Bröderna Mozart
- 1986 – Resan till orion
- 1986 – Ester – om John Bauers hustru
- 1988 – Livsfarlig film
- 1988 – Att skjuta pil och båge
- 1989 – Tre kärlekar (TV-serie)
- 1989 – Hassel – Offren
- 1989 – Hassel – Terrorns finger
- 1989 – Hassel – Säkra papper
- 1989 – Hassel – Slavhandlarna
- 1989 – Peter och Petra
- 1989 – T. Sventon praktiserande privatdetektiv (TV-serie)
- 1990 – Den svarta cirkeln (TV-serie)
- 1990 – Kaninmannen
- 1990 – Raoul Wallenberg – fånge i Sovjet (TV-serie)
- 1992 – Hassel – Utpressarna
- 1992 – Hassel – Botgörarna
- 1992 – Hassel – Svarta banken
- 1992 – Hassel – De giriga
- 1993 – Den gråtande ministern (TV-serie)
- 1993 – Månansiktet
- 1993 – Sagan om elddonet
- 1994 – Pagemaster – den magiska resan
- 1997 – Snoken (TV-serie)
- 1998 – Beck – Monstret
- 1998 – S:t Mikael (TV-serie)
- 1999 – Sjön
- 2000 – Hassel – Förgörarna
- 2002 – Cleo (TV-serie)
- 2002 – Svenska Slut (TV-serie)
- 2006 – Kronprinsessan (TV-serie)
- 2006 – Bondgård
- 2006 – Exit
- 2006 – I hörn
- 2007 – Elias och Kungaskeppet
- 2008 – Sagan om Despereaux
- 2009 – Superhjältejul (TV-serie)
- 2010 – Molly Monster
- 2010 – Nanny McPhee och den magiska skrällen
- 2010 – Den ryska dörren
- 2010 – Toy Story 3
- 2010 – Den fördömde (TV-serie)
- 2012 – Hassel – Privatspanarna
- 2012 – Sammys äventyr 2
- 2012 – ParaNorman
- 2015 – Ronja Rövardotter (TV-serie)
- 2019 – Toy Story 4

## Teater

### Roller (ej komplett)
| År   | Roll                      | Produktion                                        | Regi                | Teater                 |
| ---- | ------------------------- | ------------------------------------------------- | ------------------- | ---------------------- |
| 1972 | Vårdaren                  | Tillståndet Kent Andersson och Bengt Bratt        | Fred Hjelm          | Stockholms stadsteater |
| 1973 | Back, Torgil Rutström     | IK Kamraterna Sigvard Olsson och Fred Hjelm       | Fred Hjelm          | Stockholms stadsteater |
| 1974 | Bonky Harris              | Bröllopsfesten Arnold Wesker                      | Gun Arvidsson       | Stockholms stadsteater |
| 1975 | Jermolaj Aleksejevitj     | Körsbärsträdgården Anton Tjechov                  | Jan Håkanson        | Stockholms stadsteater |
| 1978 | Othello                   | Othello William Shakespeare                       | Johan Bergenstråhle | Stockholms stadsteater |
| 1979 | Ossip                     | Platonov Anton Tjechov                            | Otomar Krejča       | Stockholms stadsteater |
| 1980 | Jonathan Jeremiah Peachum | Tolvskillingsoperan Bertolt Brecht och Kurt Weill | Lars Göran Carlson  | Parkteatern            |
| 1980 | Filosofen                 | Hoppla, vi lever! Ernst Toller                    | Fred Hjelm          | Stockholms stadsteater |
| 1986 | Man 3                     | Parken Botho Strauss                              | Jan Maagaard        | Stockholms stadsteater |
| 1987 | Anders Wall               | Furstespegel Per Olov Enquist och Anders Ehnmark  | Sven Wollter        | Stockholms stadsteater |
| 2000 | Värden                    | Muntra fruarna i Windsor William Shakespeare      | Ronny Danielsson    | Stockholms stadsteater |